# Schattwald
Schattwald is een gemeente in het district Reutte in de Oostenrijkse deelstaat Tirol.
Schattwald is het meest westelijke (en derhalve ook achterste) dorp in het Tannheimer Tal. Het dorp wordt doorstroomd door de Vils. Het ligt iets ten oosten van de naar Bad Hindelang voerende Oberjochpas en ligt dus slechts even ten oosten van de grens met Duitsland.
Tot de gemeente behoren de woonkernen Rehbach, Fricken, Kappl, Schattwald, Wies en Steig. De waterkrachtcentrale in het dorp, die eigendom is van de gemeente, voorziet het gehele Tannheimer Tal van stroom.
Het dorp leeft van het winter- en het zomertoerisme. Samen met Zöblen bezit het een uitgebreide skipiste met vijf skiliften.

## Geschiedenis
Het dorp lag tot ongeveer 1200 in een gebied dat werd gebruikt voor de jacht. De vondst van een Romeinse munt in 1972 heeft laten zien dat het gebied rondom Schattwald reeds door de Romeinen werd doortrokken. Rond 596 hebben zich de eerste bewoners zich gevestigd in het gebied, die deel zouden hebben uitgemaakt van het volk der Zwaben.
Schattwald werd in 1432 voor het eerst vermeld. Pas in 1848 werd Schattwald een zelfstandige parochie.
Bach · Berwang · Biberwier · Bichlbach · Breitenwang · Ehenbichl · Ehrwald · Elbigenalp · Elmen · Forchach · Grän · Gramais · Häselgehr · Heiterwang · Hinterhornbach · Höfen · Holzgau · Jungholz · Kaisers · Lechaschau · Lermoos · Musau · Namlos · Nesselwängle · Pfafflar · Pflach · Pinswang · Reutte · Schattwald · Stanzach · Steeg · Tannheim · Vils · Vorderhornbach · Wängle · Weißenbach am Lech · Zöblen